# Mexická jízda
Mexická jízda (ve španělském originále Y tu mamá también) je mexicko-americký film z roku 2001 režiséra Alfonsa Cuaróna. Snímek pojednává o dvou mexických dospívajících chlapcích, kteří vezmou na road trip téměř třicetiletou ženu. V hlavních rolích se objevují mexičtí herci Diego Luna a Gael García Bernal a španělská herečka Maribel Verdú.
Kvůli nerozpačitému zobrazení sexuality měl film v několika státech problémy se zařazením do kategorie přístupnosti. Během prvního víkendu po uvedení v Mexiku snímek utržil 2,2 milionu dolarů a stal se z něj tak z tohoto hlediska nejúspěšnější film v mexické historii. Mexická jízda byla nominována na Oscara v kategorii Nejlepší původní scénář a na Zlatý glóbus v kategorii Nejlepší cizojazyčný film.

## Děj
Film kombinuje postupné lineární vyprávění s pravidelnými přerušováními, ve kterých vypravěč poskytuje další informace o postavách, které úplně nesouvisejí s kontextem, a událostech. Kromě toho, že tyto "poznámky pod čarou" rozšiřují příběh, informují rovněž o politických a ekonomických záležitostech Mexika, obzvláště o situací chudých v zemědělských oblastech země.
Příběh samotný se zaměřuje na dva chlapce na prahu dospělosti - na Julia z levicové rodiny ze střední třídy a Tenoche, jehož otec je vysoce postaveným politikem. Film začíná scénami, ve kterých mají mladí muži sex se svými přítelkyněmi naposledy před odjezdem dívek do Itálie. Bez přítelkyň v jejich okolí se začínají chlapci brzy nudit.
Na jedné svatbě potkají Luisu, španělskou manželku Tenochova bratrance Jana, a snaží se starší ženu zaujmout vyprávěním o smyšlené odloučené pláží jménem la Boca del Cielo (Nebeská brána). Luisa nejdříve odmítne jejich pozvání na cestu s nimi, ale změní názor po telefonátu s Janem, ve kterém jí přizná, že ji podvádí.
Ačkoli Julio ani Tenoch netuší, kde by mohli slibovanou pláž nalézt, rozhodnou se vydat na cestu přes chudé zemědělské regiony Mexika. Zabíjejí čas vyprávěním o svých vztazích a sexuálních zkušenostech. Chlapci se velmi pyšní svými skromnými úspěchy, zatímco Luisa mluví o Janovi a teskně o své první lásce, která zemřela v nehodě na motocyklu ještě, když byla Luisa teenager.
Na jedné z nočních zastávek zatelefonuje Luisa Janovi a nechá mu na záznamníku vzkaz na rozloučenou. Tenoch pak jde do jejího motelového pokoje pro šampon, ale najde tam plačící Luisu. Ta ho svede a Tenoch s ní má nemotorně ale s nadšením sex. Julio to uvidí otevřenými dveřmi a pak ze vzteku prozradí Tenochovi, že měl sex s jeho přítelkyní. Druhý den se Luisa snaží vyrovnat skóre tím, že souloží s Juliem, Tenoch potom řekne, že souložil s Juliovou přítelkyní. Chlapci se perou, dokud jim Luisa nepohrozí tím, že je opustí.
Náhodou potom najdou izolovanou pláž. Tam relaxují a užívají si pláže i společnosti místní rodiny. V blízké vesnici Luisa naposledy zatelefonuje Janovi a nabízí mu láskyplné, ale poslední rozloučení.
Toho večere se trojice opije a lehkomyslně žertuje o svých sexuálních hříších a vychází najevo, že oba chlapci měli často sex se stejnými ženami. V žertu řekne Julio Tenochovi, že měl sex i s jeho matkou (k tomu odkazuje originální název filmu). Potom spolu všichni tři tancují. Později se v pokoji začnou svlékat a osahávat, oba chlapci se zaměřují na Luisu. Když si Luisa klekne a oba je začne uspokojovat, chlapci se navzájem popadnou a vášnivě se políbí.
Další den ráno Luisa brzy vstane a nechá chlapce, aby se vedle sebe probudili nazí. Oba se od sebe okamžitě odvrátí a oba se potom chtějí rychle vrátit domů. Vypravěč pak vysvětluje, že tak oba tiše učinili, zatímco Luisa zůstala na místě, aby prozkoumala blízké zátoky. Dále vysvětluje, že s oběma chlapci se rozešly jejich přítelkyně, oni začali chodit s dalšími děvčaty a přestali se vídat navzájem.
Poslední scéna filmu sleduje náhodné setkání Julia a Tenoche v roce 2000. Společně si dají kávu, povrchně spolu mluví o svých životech a společných přátelích. Tenoch prozradí Juliovi, že Luisa zemřela na rakovinu měsíc po jejich výletu a že o své nemoci věděla po celou dobu, co s nimi byla. Tenoch se pak omluví a odejde. Tenoch a Julio již se nikdy nesetkali.

## Obsazení
| Maribel Verdú      | Luisa Cortés               |
| Gael García Bernal | Julio Zapata               |
| Diego Luna         | Tenoch Iturbide            |
| Diana Bracho       | Silvia Allende de Iturbide |
| Andrés Almeida     | Diego "Saba" Madero        |

Všechny hlavní postavy filmu sdílejí příjmení s nějakou osobností z mexické historie: španělským conquistadorem Hernandem Cortésem, mexickým císařem Agustínem de Iturbidem, mexickým revolucionářem Emilianem Zapatou, mexickým prezidentem Franciscem Maderem a aztéckým vládcem Ténochem.